# Gozzano
Gozzano là một đô thị ở tỉnh Novara ở vùng Piedmont của Ý, tọa lạc cách 100 km về phía đông bắc của Torino và khoảng 35 km về phía tây bắc của Novara. Tại thời điểm ngày 31 tháng 12 năm 2004, đô thị này có dân số 5.949 người và diện tích là 12,5 km².
Đô thị Gozzano có các frazioni (đơn vị trực thuộc, chủ yếu là các làng) Auzate và Bugnate.
Gozzano giáp các đô thị: Bolzano Novarese, Borgomanero, Briga Novarese, Gargallo, Invorio, Orta San Giulio, Pogno, San Maurizio d'Opaglio, và Soriso.